# Český Kras
Český Kras är ett naturreservat i Tjeckien.   Det ligger i regionen Mellersta Böhmen, i den centrala delen av landet, 20 km sydväst om huvudstaden Prag.